# Paul Kuusberg
Paul Kuusberg (ur. 30 kwietnia 1916 w Tallinnie, zm. 21 stycznia 2003) – estoński pisarz i działacz komunistyczny.

## Życiorys
Urodził się w rodzinie robotnika w Tallinnie i sam też pracował początkowo jako robotnik. W latach 1942–1946 był dziennikarzem i politrukiem w 8 Korpusie Strzelców Estońskich Armii Czerwonej, pisał artykuły do gazety „Tasuja”. Po wojnie ukończył w Moskwie szkołę partyjną KPZR.
W latach 1957–1960 oraz 1968–1976 był redaktorem naczelnym estońskiego czasopisma kulturalno-literackiego „Looming” oraz komunistycznej gazety „Rahva Hääl”. Między 1960 a 1983 był z przerwami przewodniczącym Związku Pisarzy Estońskiej Radzieckiej Republiki Socjalistycznej. Dwukrotnie (1976 i 1984) został odznaczony Orderem Lenina. Jako jedyny estoński pisarz został odznaczony złotym medalem Bohatera Pracy Socjalistycznej (1984).
Kuusberg, mający przekonania komunistyczne, od pierwszych lat władzy sowieckiej w Estonii działał na rzecz nowego systemu politycznego, jako ideolog, dziennikarz i publicysta polityczny. Dopiero później, od połowy lat 50. zaczął większą uwagę poświęcać pracy literackiej. Zadebiutował w 1957 r. na poły autobiograficznym tomem Müürid, pisanym w zgodzie z założeniami poetyki realizmu socjalistycznego. W późniejszych utworach Kuusberg odszedł od socrealizmu, przyjmując bardziej zdystansowane, dalekie od dogmatyzmu podejście do literatury. Będąc w dalszym ciągu działaczem komunistycznym próbował bronić wolności pisarskiej przed pozaliterackimi naciskami ideologicznymi. Przełomem w jego twórczości okazała się powieść Enn Kalmu kaks mina (1960–1961), opisująca los Estończyków walczących w II wojnie światowej po stronie Armii Czerwonej. Wartość literacką mają także powieści Andres Lapeteuse juhtum (1963) oraz Südasuvel (1966). W powieści Vihmapiisad (1976, przełożonej na język polski pt. Krople deszczu 1985) opisywał przemiany systemu politycznego Estonii po II wojnie światowej.
Dwukrotnie został wyróżniony nagrodą im. Friedeberta Tuglasa: w 1971 r. za opowiadanie Roostetanud kastekann oraz w 1978 r. za opowiadanie Võõras või õige mees (obydwa publikowane były na łamach czasopisma „Looming”).
W przekładzie na język polski ukazała się powieść Vihmapiisad, przełożona z języka rosyjskiego przez Zofię Łapicką jako Krople deszczu, Książka i Wiedza, Warszawa 1985. Opowiadanie Võõras või õige mees zostało przełożone na język polski przez Marię Gero-Rożniewicz i opublikowane pt. On czy nie on w tomie opowiadań radzieckich Długie sny, Warszawa 1982.

## Dzieła
- 1957 – Müürid
- 1960-1961 – Enn Kalmu kaks mina
- 1963 – Andres Lapeteuse juhtum
- 1966 – Südasuvel
- 1971 – Naeratus
- 1972 – Üks öö
- 1977 – Linnukesega
- 1986 – Kes nad olid?